# Тедзмисхеви
Тедзмисхеви (груз. თეძმისხევი) — село в Грузии, на территории Каспского муниципалитета края (мхаре) Шида-Картли.

## География
Село находится в центральной части Грузии, на левом берегу реки Тедзами (правый приток Куры), на расстоянии приблизительно 7 километров (по прямой) к юго-западу от города Каспи, административного центра муниципалитета. Абсолютная высота — 648 метров над уровнем моря.

## Население
По результатам официальной переписи населения 2014 года, в Тедзмисхеви проживало 132 человека (73 мужчины и 59 женщин). В национальной структуре населения грузины составляли 75,8 %, азербайджанцы — 24,2 %.
| Год  | Население, человек |
| ---- | ------------------ |
| 2002 | 83                 |
| 2014 | ↗ 132              |